# Владислава Полит-Десанчић
Владислава Беба Полит-Десанчић (Нови Сад, 1886 — Темишвар, 1949) била је једна од првих жена доктора наука у Србији, књижевница, професор, преводилац и борац за женска права. Велики утицај на њу имала је њена тетка Савка Суботић, српска добротворка и једна од првих феминисткиња у Војводини.

## Биографија
Рођена је 1886. године у Новом Саду, од оца Михаила Полит-Десанчића, политичара, новинара и књижевника и мајке Минодоре. За живота је достојанствено бранила свој докторат, била изузетно храбра жена, залагала се за женска права, нарочито због онемогућеног школовања жена, као и права свих других којима су била потребна. Била је доктор филозофских наука, причала је више језика, а својом борбом за права људи, подстакла је многе, који су се угледали на њу и након њеног времена примењивали њене методе у залагању против неправде.

## Образовање
Након завршетка основне школе, уписује Вишу женску школу у Новом Саду коју завршава са одличним оценама. Њен отац је био изузетно имућан човек, па је због тога, као и због изузетне љубави Владиславе према учењу, уписана у приватну Велику Гимназију, коју као једина девојка у одељењу такође завршава са највишим оценама. Након тога, стекла је услов за похађање студија, па је у Будимпешти 1912. године дипломирала славистику, а потом докторирала дисертацијом Петефи код Срба, на мађарском језику, са највишом оценом. Завршавањем студија оправдала је све своје дотадашње успехе и скренула пажњу јавности и народу, како и жене могу бити успешне и требају да се школују. Студије које је завршила била су компилативне по радовима Благоја Бранчића и Милана Л. Поповића, за којег се Владислава удала.

## Рад
Владислава је била стручњак из области славистике, а поред матерњег српског, владала је и немачким, енглеским и мађарским језиком. Била је заинтересована за књижевност, превођење и одлучила да почне каријеру у писању, што јој је ишло од руке. Писала је песме и објављивала их у неколико часописа потписујући се као Беба Полит, на мађарском и српском језику.
Написала је и предговор који је издат у књизи, коју је посветила свом оцу Како сам век свој провео, 1925. године. Њен отац Михаило Полит-Десанчић преминуо је 1920. године, а последњих година живео је са њом у Жебељу код Темишвара. Сачувала је све његове рукописе и радове и поклонила их Матици српској.
Познавање више језика користило јој је да олако преводи разна књижевна дела, па је између осталог превела и драму Мандарин, Харија М. Вернона и Харолда Овена, која је изведена у Српском народном позоришту, 1924. године у Новом Саду.
Иако се бавила великим бројем ствари у пољу књижевности, одувек је тежила да се придружи и пружи подршку борцима за женска права. Под утицајем своје тетке Савке Суботић, једне од првих феминисткиња у Војводини и свог оца, вође српских либерала који се борио против мађаризације Срба, Владислава се прикључила борби за еманципацију жена.
Своје деловање спроводила је преко образовања, настојала да им убеди и помогне им да се школују, настојећи да их створи свестраним и самосталним.

Ако се женама може свако право прећи, то се не да порећи, да су оне ту. То им нико не може одузети. Ту смо! Постојимо! Живимо!. —  део говора Владиславе Бебе Полит-Десанчић објављен у часопису Српство, 1913. године.

Владислава је била свесна да је својим изјавама узбуркала јавност и народ у Србији, гнев код мушкараца, па чак и код неких жена. Да би прецизније објаснила своју изјаву, истакле је да мушкарци не требају да се плаше свестраних и образованих жена, јер се са дамама са запада, Српкиње не могу поредити, јер се оне не одричу брака и породице и сматрају дом својим храмом а не тамницом.

Српкињини осећаји су још национални, а то је нарочито код мањих народа животно питање. С тога је сасвим природно да ми Српкиње не можемо поћи истим путем еманципације као западне жене. —  из записника Владиславе Бебе Полит-Десанчић објављеног 1913. године

На простору тадашње Краљевине Југославије, на просторима данашње Србије, који су тада били под Аустроугарском и Османским царством, живело је велики број различитих људи, другачијих схватања, обичаја и вероисповести, па је било изузетно тешко у јавност изнети овакве ствари и објаснити народу да се положај жена треба променити, иако је он стотинама година уназад био једнако незавидан као и тада.
 Због тога, Владислава се за почетак почела борити за образовање жена, наводећи да то треба да ураде због свог квалитета живота, али и због репутације код својих мужева.

Српске су жене штедљивије него мушки. Оне су створене за финансијске операције. Погледајте само ону породицу која напредује. Увек јој је душа жена. Ниједан здрави и поштени мушкарац не каже да је жена само материја, и да је овај свет Бог створио само за мушке. Ниједан не вели да је жена алогична и аморална. То могу да кажу само болесници. Не стоји кућа на земљи, већ на жени". . —  изјава Владиславе Бебе Полит-Десанчић објављена у часопису Српство 1913. године.

Владислава се борила и за хармонију у браку, подразумевала да се мушкарац и жена допуњују и сматрала да се права жена не могу унапредити ако се и јачи пол не укључи у борбу за иста и не почне да жене сматра равноправним бићима.
Више пута је кроз своје говоре и изјаве у штампи сугерисала мушкарцима да и жене имају своју духовну есенцију и егзистенцију, жељу за школовањем и слободом духа, које су им вековима ускраћене. Сматрала је да жене и без мушкараца могу да остварују своје циљеве, али такође да је брак светиња.

Не треба нама Српкињама одмах изборно право, ми морамо стећи своја права прво над вама и за та права борићемо се и фанатизмом, јер без тога не можемо живети. То је идеја и мисао човечанства, мисао истинита и оправдана. Ко је год способан умно и телесно да ради, треба да живи, и кад живи треба да има своја права на живот. То је садржина феминизма, то је есенција наше идеје, за коју се боримо и залажемо. И сви смо ми дужни да се за њу залажемо".  —  изјава Владиславе Бебе Полит-Десанчић објављена у часопису Жена 1913. године.

Сматрала је да је један од главних проблема што женска права у Србији нису узнапредовала, недостатак храбрости и снаге других жена да се боре.

## Старост и смрт
Владислава Беба Полит-Десанчић преминула је 1949. године у Темишвару. Иза себе је оставила неизбрисив траг у борби за права жена и осталих којима је то било потребно. Својим делима и говорима надахнула је и подстакла велики број жена, да се школују и боре за њихова права. Остаће упамћена као једна од првих жена доктора наука и велики борац за људска права.